# 辻兵吉 (3代目)
3代 辻 兵吉（つじ ひょうきち、前名・良之助、1875年（明治8年）11月12日 - 1951年（昭和26年）2月23日）は、日本の実業家、政治家（貴族院議員）、秋田県多額納税者。

## 経歴
秋田県・辻兵吉の長男。1926年、家督を相続し前名・良之助を改め襲名した。豪商であり、銀行会社の重役を兼ねた。
秋田商工会議所会頭、秋田市呉服太物商組合長、秋田銀行、秋田貯蓄銀行各頭取、秋田信託、秋田木材、秋田製板各取締役、北秋木材、山峯製材各監査役などをつとめた。
1932年（昭和7年）貴族院多額納税者議員に互選され、同年9月29日に就任し、研究会に所属して1939年（昭和14年）9月28日まで1期在任した。その他、秋田市会議員、同参事会員も務めた。

## 人物
貴族院多額納税者議員選挙の互選資格を有した。宗教は浄土真宗。住所は秋田市大町2丁目。

## 栄典
- 1928年10月1日 - 紺綬褒章[5]
  - 1927年3月、秋田県山本郡能代町小学校基本財産として金1万円を寄付する[5]。

## 家族・親族
辻家
- 父・2代目兵吉（1852年 - 1926年、秋田平民、秋田県多額納税者、秋田銀行頭取、山内三郎兵衛の五男）[3]
- 母・エイ（1857年 - ?）[1]
- 弟・吟次郎[1]（1891年 - ?、秋田県多額納税者、和洋酒並缶詰販売業）
- 弟・陸吉 ( 1898年-  ?、妻は第四十八銀行取締役平川孫兵衛二女キヱ)
- 妹
  - キヤウ（1885年 - ?）[1]
  - イヲ（1887年 - ?、秋田、山内三郎兵衛の妻）[1]
- 妻・マサ（1884年 - 1968年、秋田、鈴木徳五郎の長女）[1]
- 長男・兵太郎[9]（1899年 - 1954年、呉服商、秋田市会議員）
  - 同妻・クニ（1905年 - ?、秋田、大伯父・本間金之助の孫）[9]
  - 同男・5代目兵吉（1926年 - 2008年、前名・良一）
- 二男・勇之助（1901年 - ?）[9]
- 三男・富之助（1903年 - ?）[9]
- 四男・信之助（1910年 - ?）[9]
- 五男・光之助（1920年 - ?）[9]
- 二女・ヨシ（1911年 - ?）[9]
- 三女・キク（1916年 - ?）[9]
- 五女（1926年 - ?）[9]
- 孫[2]

親戚
- 2代目本間金之助（貴族院議員、秋田県多額納税者、第四十八銀行、秋田貯蓄銀行各頭取）
- 山内三郎兵衛（秋田県多額納税者、京山合名会社理事）